# 武田健太
武田 健太（たけだ けんた）は、NHKのアナウンサー。

## 人物
千葉県出身。早稲田大学卒業後、2019年入局。長崎放送局でデビュー。

## 嗜好・挿話
- 「一喜一憂」ならぬ「一喜一'省'」というモットーがある[2][3]。
- 高校時代は甲子園球場に野球観戦をしに行っており、大阪在住の祖父が席を取って待ってくれた。祖父が病気になってテレビの中継を見ていた時、会場の熱気を届けられるアナウンサーに憧れたという。

## 出演
☆印は現在出演（担当）中。
長崎放送局時代（2019年度 - 2021年11月）
- どーも、NHK（2019年6月9日）- 新人お披露目
- 長崎県のニュース・中継・リポート
- イブニング長崎（不定期：リポーター及び木花牧雄のキャスター代行など）
- ニュース845長崎（不定期）

福島放送局時代（2021年12月 - ）
- はまなかあいづTODAY（キャスター：2023年4月 - ）（※2023年度は芳賀健太郎と隔週で担当）☆
- NHKニュース845ふくしま（不定期）
- 福島県のニュース・中継・リポート☆
- NHKニュースおはよう日本（スポーツキャスター代理：2024年8月24日 - 25日）